# Арутт, Шерил
Шерил Арутт (род. 13 мая 1966 года) — американская актриса рекламы, печати, телевидения и кино, а также клинический и судебный психолог и консультант по СМИ. Наиболее известна своими ролями в телесериалах «Она написала убийство» (1984) и «Доктор Дрю по вызову» (2011).

## Биография
Арутт Шерил начала свою актёрскую карьеру в кино в возрасте четырех лет. За этим последовали сотни рекламных роликов, а также появление в телеигровой адаптации А. Р. Герни рассказа Джона Чивера «О, молодость и красота».
Снималась в мыльных операх: «Тайный шторм», «Путеводный свет», «Все мои дети» и «Как вращается мир».
Арутт Шерил была номинирована на премию Youth in Film Award за главную роль амишской девушки в фильме «Бобби и Сара» в категории «Лучшая молодая актриса в семейном фильме, сделанном для телевидения».
Переехав в Лос-Анджелес, Арутт появилась в фильмах «Она написала убийство» и «Чарльз в ответе». 

## Фильмография

### Фильмы
- 1979: О юность и красота
- 1988: Ярость Зверей
- 1991: Прекрасная невеста

### Сериалы
- 1975: Специальное угощение NBC
- 1984: Она написала убийство
- 1984: Чарльз в ответе
- 2005: Нэнси Грейс
- 2008: Злой аттракцион
- 2009: Сессия
- 2011: Доктор Дрю по вызову
- 2015: Американские скандалы
- 2017: Преступность и правосудие с Эшли Бэнфилд
- 2017: Я знал своего убийцу

### Телевизионные фильмы
- 2001: Изгибы кузова